# Душевна кухня
Душевна кухня (англ. Soul Kitchen) — кінострічка 2009 року, створена німецьким режисером турецького походження Акіном Фатіхом. Здобув дві нагороди Венеційського кінофестивалю. В Україні показ фільму відбувся завдяки кінодистриб'ютору «Артхаус Трафік».

## Сюжет
Зінос Казанцакіс (Адам Бусдукос) — власник ресторану під назвою «Душевна кухня», в якому подають виключно просту і невибагливу їжу. Хоча великих грошей він не приносить, Зіносу подобається це місце і його робота. Коли його дівчина Надін (Феліна Рогган) вирішує переїхати в Шанхай, аби продовжити свою кар'єру кореспондента, він не може наважитися все покинути і поїхати разом із нею.
Водночас проблеми починають сипатися одна за одною: пересуваючи посудомийну машину, він ушкоджує міжхребцеві диски, не маючи медичної страховки, нічого не може з цим вдіяти. Його брат Іліас, грабіжник, який відбуває останні місяці покарання у в'язниці (Моріц Бляйбтрой), вмовляє Зіноса взяти його на роботу, щоб мати можливість кожен день залишати в'язницю. Надто вишукане куховарство нового кухаря Шейна (Бірол Юнел) розлякує усіх постійних відвідувачів. Гірше за все те, що шкільний знайомий Зіноса Томас Нойманн (Вотан Вілке Мерінг) бажає законним або навіть незаконним шляхом заволодіти землею, на якій розташований ресторан.

## Актори

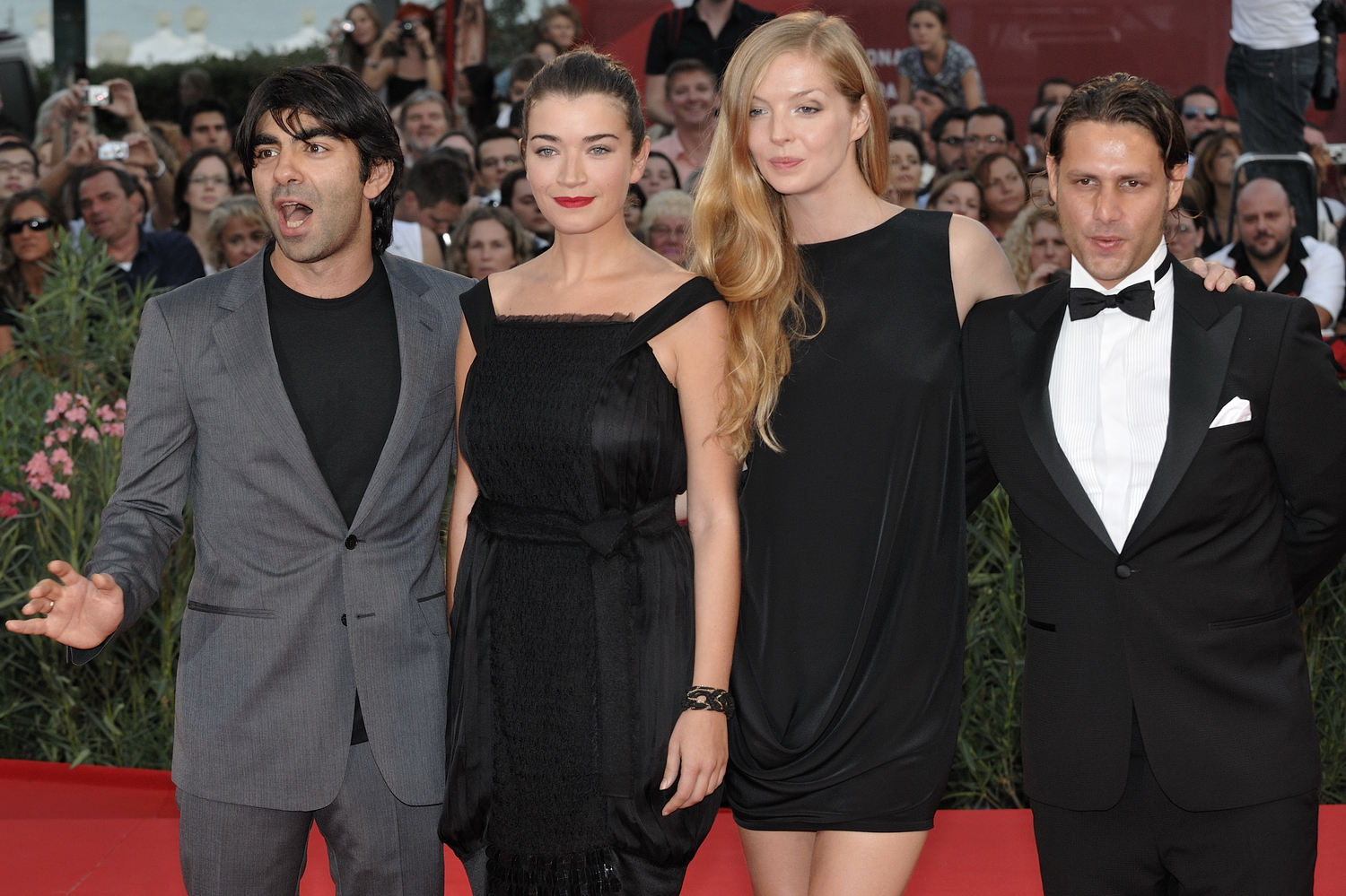
Фатіх Акін, Анна Бедерке, Феліна Рогган та Адам Бусдукос, Венеціанський кінофестиваль, 2009 рік

- Адам Бусдукос — Зінос Казанцакіс
- Моріц Бляйбтрой — Іліас Казанцакіс
- Бірол Юнел — Шейн Вайсс
- Анна Бедерке — Люция Фауст
- Феліна Рогган — Надін Крюгер
- Лукас Грегорович — Лутц
- Дорка Гріллус — Анна Мондштейн
- Вотан Вілке Мерінг — Томас Нойманн
- Демір Гекгель — Сократіс
- Удо Кір — пан Юнг

## Нагороди
- 2009 — дві нагороди Венеційського кінофестивалю: спеціальний Гран-прі журі та премія для молодих Young Cinema Award за найкращий фільм;
- 2009 — номінація на приз «Золотий лев» Венеційського кінофестивалю;
- 2010 — дві номінації на премію German Film Awards: найкращий художній фільм (Фатіх Акін, Клаус Мек), найкращий монтаж (Ендрю Берд).